# Slaget vid Badon
Slaget vid Badon var ett slag som ägde rum i England mellan britter och saxare under 400- eller 500-talet. Det har traditionellt beskrivits som Arthurs största seger mot saxarna, men huruvida en person med namnet Arthur deltog i slaget är inte bekräftat, inte heller exakt var det ägde rum, eller under vilket år. 
Det har föreslagits ha ägt rum år 493, 501 eller 516. Även år 482 har föreslagits. 
I Historia Britonum från 800-talet beskrivs slaget på följande sätt:
"Det tolfte var slaget vid Badon, i vilket niohundrasextio man stupade för ett enda anfall från Arthur. Alla dessa män nedgjordes av Arthur själv och han segrade i varje sammandrabbning."
Slaget nämns även i en mer samtida källa, skriven av Gildas Badonicus i mitten av 500-talet, men den nämner inte någon Arthur. Gildas skriver:
"Därefter gick segern till våra landsmän, så att Herren med detta folk kunde utsätta deras fiender för prövningar (som han tenderar att göra) likt ett sentida Israel för att få reda på om de älskar honom eller inte. Detta varade ända till året då Badon-höjden belägrades. Detta var praktiskt taget den sista segern över uslingarna, och verkligen inte den minsta."